# الضهر (مسكالة)
الضهر هي إحدى مشيخات المملكة المغربية، تتبع جغرافيا لإقليم الصويرة وإداريًا لمسكالة. يقدر عدد سكانها بـ 1862 نسمة حسب الإحصاء الرسمي للسكان والسكنى لسنة 2004.